# George Logemann
George Wahl Logemann (Milwaukee, 31 de janeiro de 1938 – Hartford, 5 de junho de 2012) foi um matemático e cientista da computação estadunidense. Conhecido pelo algoritmo DPLL para resolver problemas de satisfatibilidade booliana. Também contribuiu para o campo da música computacional.